# Robert Więckiewicz

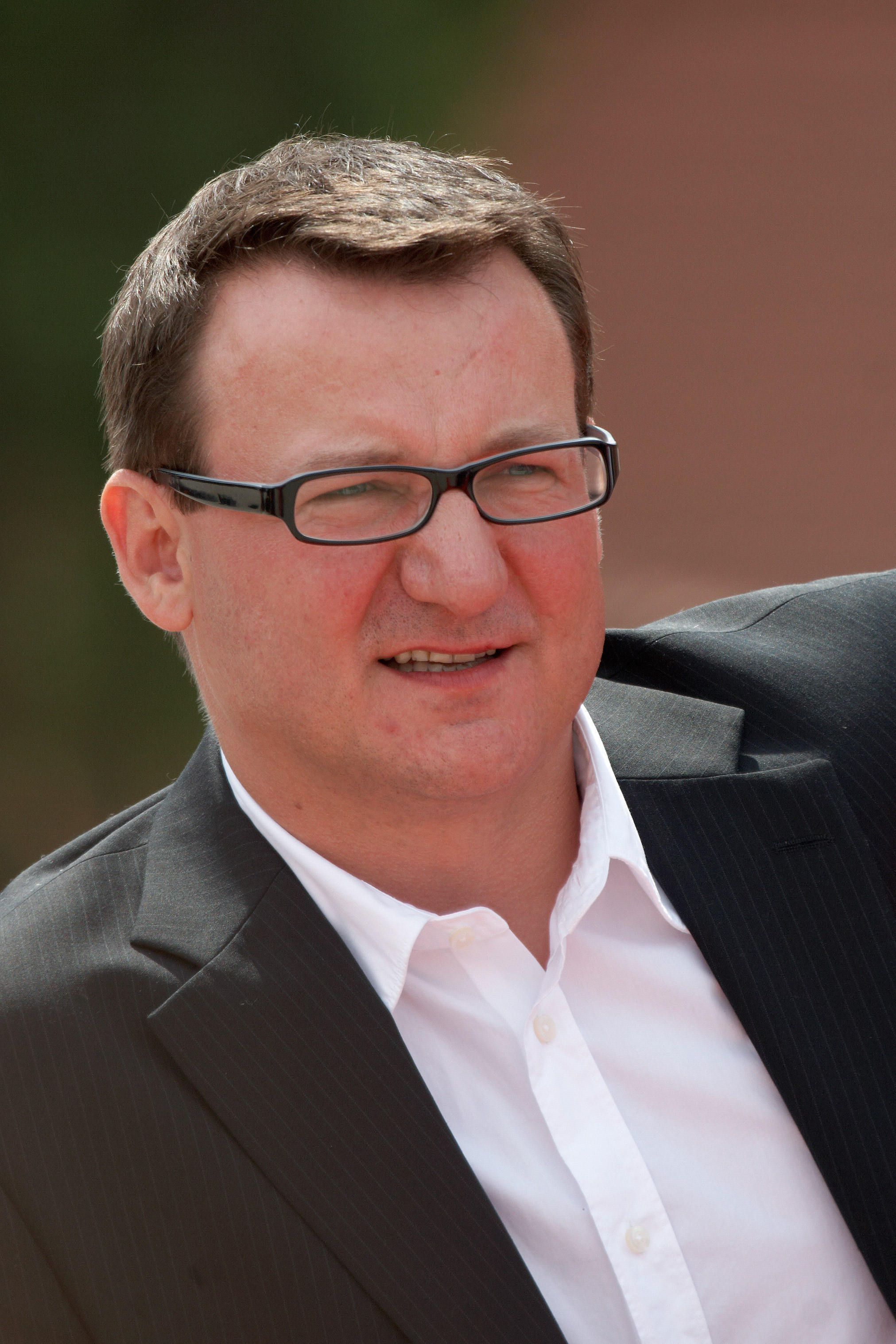
Robert Więckiewicz

Robert Więckiewicz (* 30. Juni 1967 in Nowa Ruda) ist ein polnischer Schauspieler.
Robert Więckiewicz begann 1989 eine Schauspielausbildung an der PWST in Wrocław, die er 1993 beendete. Anschließend war er von 1993 bis 1998 Ensemblemitglied am Teatr Polski in Posen. Seit 1999 spielt er am Teatr Rozmaitości in Warschau. Erste kleinere Filmrollen übernahm er ab 1993. Von 2001 bis 2003 spielte er in einigen Folgen der polnischen Fernsehserie M jak miłość. 2003 spielte er in der schwarzen Komödie Ciało erstmals eine Hauptrolle in einem Kinofilm. 2007 wurde er für seine Rollen in den Filmen Wszystko będzie dobrze und Świadek koronny mit dem Darstellerpreis auf dem Polnischen Filmfestival Gdynia ausgezeichnet. 2008 und 2009 wurde er außerdem mit dem Polnischen Filmpreis ausgezeichnet. 2008 synchronisierte er für die polnische Version des Films 33 Szenen aus dem Leben den dänischen Schauspieler Peter Gantzler. Robert Więckiewicz ist verheiratet und Vater eines Sohnes.

## Filmografie (Auswahl)
- 1994: Psy 2. Ostatnia krew
- 1996: Posen 56 (Poznań '56)
- 1999: Ogniem i mieczem
- 2002: Superprodukcja
- 2003: Ciało
- 2004: Vinci
- 2007: Wszystko będzie dobrze
- 2007: Świadek koronny
- 2008: Ile waży koń trojański?
- 2008: Lejdis
- 2009: Dom zły
- 2009: Nigdy nie mów nigdy
- 2009: Zero
- 2010: Kołysanka
- 2010: Różyczka
- 2010: Trick
- 2011: In Darkness (W ciemności)
- 2013: Wałęsa. Der Mann aus Hoffnung (Wałęsa. Człowiek z nadziei)
- 2018: 1983
- 2018: Kler
- 2021: Ungesühnte Schläge (Żeby nie było śladów)